# De statua
De statua är en traktat om skulpturteori, publicerad av Leon Battista Alberti år 1464. Alberti utvecklar i De statua en rationell skulpturteori om skönhet, vilken är grundad på den klassiska grekiska och romerska konsten.